# Адомян, Джордж
Джордж Адомян (Адомиан, англ. George Adomian, 21 марта 1922, Буффало, штат Нью-Йорк — 17 июня 1996) — американский математик, физик—теоретик и инженер-электрик армянского происхождения, доктор теоретической физики, профессор, разработавший метод разложения Адомяна (ADM) для решения нелинейных дифференциальных уравнений, как обыкновенных, так и в частных производных. Основал Центр прикладной математики в Университете Джорджии. Основатель и главный научный сотрудник General Analytics Corporation, лауреат премии Ричарда Беллмана (1989).

## Биография
Родился 21 марта 1922 в Буффало (штат Нью-Йорк) в семье Айка Адомяна и Розы Адомян (Арутюнян). Он окончил Cass Technical High School в Детройте, получил степень бакалавра электротехники в Мичиганском университете (Анн-Арбор) в 1944 году.
Адомян получил степень доктора физики в Калифорнийском университете в Лос-Анджелесе в 1963 году. Затем поступил на факультет Пенсильванского университета в качестве профессора в 1964 году, а в 1966 году был назначен профессором прикладной математики Дэвида Креншоу Барроу в Университете Джорджии, где он основал и руководил Центром прикладных исследований.
Его внук Джеймс Адомян — известный комик и пародист.

## Научная деятельность
Он опубликовал более 300 статей, шесть книг.
В 1960-х и начале 1970-х годов Адомиан ввел концепции «стохастических операторов» и «стохастических дифференциальных уравнений», в которых параметры, входные данные или условия могут быть стохастическими. Затем, в 1976 году, Адомиан опубликовал основной результат о нелинейных системах с решением нелинейных дифференциальных уравнений с полиномиальной нелинейностью, не включающей ни линеаризацию, ни возмущение.
Области исследований, которыми он наиболее известен:
- Математический анализ
- Нелинейная система
- Дифференциальное уравнение

Его основные исследования касаются нелинейной системы, метода разложения Адомиана, математического анализа, метода разложения и прикладной математики. Его исследования объединяют вопросы уравнения теплопроводности и дифференциального уравнения в его исследовании нелинейной системы. Джордж Адомиан объединяет метод разложения Адомиана и гомотопическое возмущение для создания работы в своих статьях.
Он изучает волновое уравнение, которое является составной частью математического анализа. Различные области, которые он исследует в своем исследовании метода декомпозиции, включают вычислительную науку, теорию динамических систем, ряды и прикладную физику. Его исследования в области прикладной математики включают в себя темы из методов декомпозиции, математической оптимизации, исчисления и конвергентных серий.
Среди его наиболее цитируемых работ:
- Solving Frontier Problems of Physics: The Decomposition Method (2227 цитат)
- A review of the decomposition method in applied mathematics (1103 цитат)
- Nonlinear Stochastic Operator Equations (512 цитат)[20]

## Достижения
Член AAAS, SI AM, AMS, APS, Sigma Xi, Tau Beta Pi, Eta Kappa Nu и Sigma Pi Sigma. В 1988 году он был научным сотрудником Национальная академия наук (США)—Академия наук СССР. В 1989 году ему была вручена премия Ричарда Э. Беллмана за выдающийся вклад в нелинейный стохастический анализ.